# Шквырин, Игорь Анатольевич
Игорь Анато́льевич Шквырин (узб. Igor Anatolyevich Shkvirin; род. 29 апреля 1963, Ташкент) — советский и узбекский футболист и тренер. Известен по выступлениям за «Пахтакор» и «Днепр» (Днепропетровск). Окончил Узбекский государственный институт физической культуры.

## Биография
Воспитанник ташкентского «Локомотива». Первые наставники: Анатолий Портов, Вагиф Рустамов. Большую часть своей спортивной карьеры провёл в «Пахтакоре». Став лучшим бомбардиром первой лиги СССР (37 голов в 37 матчах) в 1990 году, добился третьего результата в истории лиги, уступив лишь одесситу Анатолию Шепелю (38 голов в 1973 году) и львовянину Степану Юрчишину (42 гола в 1979 году).
В начале 1992 года оказался в «Спартаке» (Владикавказ), за который выступал до лета того же года.
Со второй половины 1992 года начал активные поиски клуба за рубежом. Сначала отправился в Австрию, в клуб «Форвертс», где его не устроили условия контракта (агентом выступал Евгений Милевский). Затем был на просмотре в «Локерене», но здесь он не подошёл команде. Спустя пару дней оказался в Голландии и сыграл контрольную встречу за «Маккаби» (Тель-Авив). Главный тренер Авраам Грант высоко оценил способности Игоря, но в команду взять не смог из-за возможного перебора легионеров. Однако Грант сам порекомендовал Шквырина в другой тель-авивский клуб — «Хапоэль», за который Игорь стал выступать с осени 1992.
Первый сезон в Израиле складывался неоднозначно: у Шквырина были разногласия с тренером. Однако со второго круга тренера уволили, а Шквырин забил 13 мячей (всего 15 в чемпионате).
Отыграв начало нового сезона в «Хапоэле», Шквырин перешёл в другую команду — «Маккаби» (Нетания). Игорь признавался, что сезон 1993/94 стал самым удачным в его зарубежной карьере: играл в своё удовольствие, забивал и ни о чём не думал.
В 1994 году в составе сборной Узбекистана стал чемпионом Азиатских игр, был награждён медалью Славы.
В 1995 году, после удачного выступления сборной Узбекистана на Азиатских играх, футболиста пригласили в Малайзию. В «Паханге» (Куантан) Шквырин забил 15 голов в 18 матчах, стал чемпионом страны, играл в финале Кубка.
По возвращении в Израиль выступал за ряд местных команд (в каждой — не более сезона): «Бней Иегуда», «Маккаби» (Петах-Тиква), «Маккаби» (Герцлия), «Маккаби» (Яффа).
В 1998 году вернулся в Узбекистан, обратно в «Пахтакор» и сразу выиграл с командой золотые медали, причём стал лучшим бомбардиром чемпионата вместе с одноклубником Мирджалолом Касымовым (по 22 гола).
В зимние периоды 2000 и 2001 годов выступал за индийские клубы «Мохун Баган» из Калькутты и «Черчилль Бразерс» из Гоа и стал с ними чемпионом и бронзовым призёром национальной футбольной лиги Индии.
В 2001 году провёл последний сезон за «Пахтакор», выиграл серебряные медали чемпионата, забил 7 голов и всего за 4 сезона стал лучшим бомбардиром в новейшей истории команды (66 голов).

## Достижения
Командные
- Чемпион СССР: 1988
- Обладатель Кубка футбольного союза СССР: 1989[6]
- Чемпион Азиатских игр: 1994
- Чемпион Малайзии: 1995
- Чемпион Узбекистана: 1998
- Чемпион Индии: 2000

Личные
- Лучший бомбардир турнира первой лиги СССР в составе «Пахтакора» (1990, 37 голов в 37 играх)
- 2 место по количеству забитых голов в высшей лиге чемпионата СССР по футболу[7]
- Лучший игрок финального турнира (8 голов в 7 играх) на летних Азиатских играх 1994
- Лучший бомбардир чемпионата Узбекистана (1998, 22 гола в 14 играх)
- Лучший бомбардир национальной футбольной лиги Индии (2000, 11 голов в 16 играх)

## Тренерская карьера
В 2002 году окончил тренерские курсы Азиатской футбольной конфедерации и получил лицензию «В». Был помощником главного тренера команды «Крылья Советов» Александра Тарханова (2003—2004).
С 2005 года — главный тренер команды высшей лиги чемпионата Узбекистана «Кызылкум» (Зарафшан). В 2007, оставаясь главным тренером «Кызылкума», стал помощником главного тренера олимпийской сборной Узбекистана Вадима Абрамова. С 2008 по 2010 год работал ассистентом главного тренера национальной сборной Узбекистана, помогая сначала Рауфу Инилееву, затем Мирджалолу Касымову.
С 2008 года — главный тренер АГМК (Алмалык). Команда была твёрдым середняком, стабильно занимала 5—8 места, но в декабре 2016 года руководство, недовольное 13-м местом в чемпионате, расторгло контракт со Шквыриным.
23 июня 2021 года возглавил «Турон». После поражения в матче 23-тура чемпионата от «Бунёдкора» (1:3) подал в отставку.

## Государственные награды
- Медаль «Шухрат» (Медаль Славы, 1994)[10]

## Семья
Женат, два сына.